# شارون تايت
شارون تايت (بالإنجليزية: Sharon Tate)؛ (24 يناير 1943 - 9 أغسطس 1969)، ممثلة أمريكية، زوجة المخرج رومان بولانسكي.

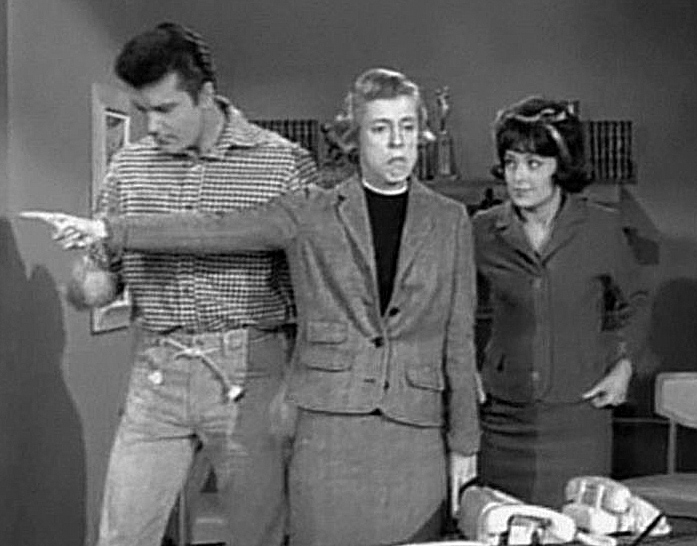
نايت (الأولى من اليمين) في أحد أفلامها عام 1964.

## بداية حياتها

### الطفولة والتمثيل المبكر: 1943-1964
ولدت شارون ماري تيت في 24 يناير 1943، في دالاس، تكساس، وهي الإبنة الكبرى من ثلاث بنات للعقيد بول جيمس تيت (1922-2005)، وهو ضابط في جيش الولايات المتحدة، وزوجته، دوريس جويندولين (ني ويليت) (1924-1992). ذكرت شقيقتها ديبرا أن العائلة من أصول إنجليزية وفرنسية سويسرية، في سن ستة أشهر، فازت تيت بجائزة ملكة جمال "Tiny Tot of Dallas Pageant"، لكن والديها لم يكن لديهما طموحات تجارية لابنتهما. تمت ترقية بول تيت ونقله عدة مرات. في سن السادسة عشرة، كانت تيت قد عاشت في ست مدن ووجدت صعوبة في الحفاظ على الصداقات. وصفتها عائلتها بأنها خجولة وتفتقر إلى الثقة بالنفس. كشخص بالغ، علقت تيت بأن الناس سوف يسيئون تفسير خجلها على أنه منعزلة حتى يعرفوها بشكل أفضل.
التحقت تيت بمدرسة الرئيس جوزيف جونيور الثانوية (الآن رئيس مدرسة جوزيف المتوسطة) من سبتمبر 1955 إلى يونيو 1958، ومدرسة كولومبيا الثانوية (الآن مدرسة ريتشلاند الثانوية) في ريتشلاند، واشنطن، من سبتمبر 1958 إلى أكتوبر 1959. باسو، تكساس، من أواخر الخريف 1959 إلى أبريل 1960؛ ومدرسة فيتشنزا الأمريكية الثانوية في فيتشنزا، إيطاليا، من أبريل 1960 إلى يونيو 1961. تخرج تيت من المدرسة الثانوية الأمريكية فيتشنزا في عام 1961.
كما نضجت، علق الناس على جمال تيت. بدأت تدخل مسابقة ملكة الجمال، وفازت بلقب «ملكة جمال ريتشلاند» في واشنطن في عام 1959. وتحدثت عن طموحها في دراسة الطب النفسي، وأعلنت أيضًا عن عزمها على المنافسة في مسابقة «ملكة جمال واشنطن» في عام 1960؛ ومع ذلك، قبل أن تتمكن من فعل أي منهما، تلقى والدها أوامر المتمركزة في إيطاليا. مع انتقال أسرتها في فيرونا، علمت تيت أنها أصبحت من المشاهير المحليين بسبب نشر صورة لها في ملابس السباحة على غلاف صحيفة ستارز آند سترايبس العسكرية. اكتشفت صلة قرابة مع طلاب آخرين في المدرسة الأمريكية التي التحقت بها في فيتشنزا القريبة، مدركة أن خلفياتهم ومشاعر الانفصال كانت متشابهة مع بلدهم، ولأول مرة في حياتها بدأت في تكوين صداقات دائمة.

## وفاتها
قتلت عام 1969 على يد عصابة المجرم الأمريكي تشارلز مانسن بعد تعرضها ل 16 طعنة وكانت حاملاً في شهرها الثامن.

## أفلامها
| العام      | الفيلم                                   | الدور                            | ملاحظات                                                        |
| ---------- | ---------------------------------------- | -------------------------------- | -------------------------------------------------------------- |
| 1961       | باراباس                                  | Patrician in Arena               | غير مذكورة                                                     |
| 1962       | Hemingway's Adventures of a Young Man    | undetermined role                | غير مذكورة                                                     |
| 1963– 1965 | The Beverly Hillbillies                  | Janet Trego                      | 15 episodes                                                    |
| 1963       | Mister Ed                                | Telephone Operator Sailor's Girl | Episode "Love Thy New Neighbor" Episode "Ed Discovers America" |
| 1964       | The Americanization of Emily             | Beautiful Girl                   | غير مذكورة                                                     |
| 1965       | The Man from U.N.C.L.E.                  | Therapist                        | Episode "The Girls of Nazarone Affair"                         |
| 1966       | Eye of the Devil                         | Odile de Caray                   |                                                                |
| 1967       | قتلة مصاصي الدماء الشجعان                | Sarah Shagal                     |                                                                |
| 1967       | Don't Make Waves                         | Malibu                           |                                                                |
| 1967       | Valley of the Dolls ‏                     | Jennifer North                   |                                                                |
| 1968       | Rosemary's Baby                          | Girl at Party                    | غير مذكورة                                                     |
| 1968       | The Wrecking Crew ‏                       | Freya Carlson                    |                                                                |
| 1969       | The Thirteen Chairs (also known as 12+1) | Pat                              | صدر بعد وفاتها                                                 |

## وصلات خارجية
مواقع معلوماتيه؛
- الموقع الرسمي
- Sharon Tate Official Fanlisting
- شارون تايت على موقع IMDb (الإنجليزية)
- شارون تايت على موقع الموسوعة البريطانية (الإنجليزية)
- شارون تايت على موقع روتن توميتوز (الإنجليزية)
- شارون تايت على موقع ألو سيني (الفرنسية)
- شارون تايت على موقع ميوزك برينز (الإنجليزية)
- شارون تايت على موقع تيرنر كلاسيك موفيز (الإنجليزية)
- شارون تايت على موقع أول موفي (الإنجليزية)
- شارون تايت على موقع قاعدة بيانات الأفلام السويدية (السويدية)
- شارون تايت على موقع إن إن دي بي (الإنجليزية)
- شارون تايت على موقع قاعدة بيانات الفيلم (الإنجليزية)
- SharonTate.Info نسخة محفوظة 9 أكتوبر 2016 على موقع واي باك مشين.

مواقع جريمة؛
- CharlieManson.com – Extensive information on the Manson Family
- CieloDrive.com – The Story of the Manson Family and Their Victims
- The Crime Library